# 大乃国康
大乃国 康（おおのくに やすし、1962年10月9日 - ）は、北海道河西郡芽室町出身で放駒部屋（入門時は花籠部屋）に所属した元大相撲力士。第62代横綱（昭和最後の横綱）。本名は青木 康（あおき やすし）。現在は年寄・芝田山。芝田山部屋の師匠を務めている。

## 来歴

### 誕生〜大相撲入門
1962年に、北海道河西郡芽室町で牧畜と農業を営む家の長男として生まれる。2歳のときに北海道東部の健康優良児として表彰を受けた。小学校から帰ってくると畑仕事を手伝い、小学校3年の時に、畑の中でトラクターを動かし、刈り取った豆を脱穀機まで運んでいた。小学校4年の時に、実家の牛と預かった近所の農家の牛に水をやり、サイロから餌を出して牛舎に運んでいた。小学校までは通学だけで数時間かかるほどだったが、毎日繰り返すことで自然に足腰が鍛えられ、勉強よりスポーツを好んだ。離農者が多かったことから生徒が著しく減少し、部活動としては活動できなかったが野球・水泳・スキー・スケートで運動し、スキーでは6年生で3級を取得するほどの腕前だった。
芽室中学校では柔道部に所属し、芽室町の学年別大会で優勝したほか全十勝中体連大会・北北海道大会でも優勝するほどの強豪だった。北海道・十勝管内の柔道関係者の中では、1年後輩の保志（のち第61代横綱・北勝海信芳、広尾郡広尾町出身）と共に名前が知られていた。身体の大きさを見込まれただけで出場した陸上競技大会では全く練習していなかった砲丸投げに出場させられたもののいきなり優勝してしまい、ぶっつけ本番で残したこの実績を買われて東海大学付属第四高等学校から勧誘されたほどである。数々の大会で優勝していた自信から入学に乗り気だったが、夏に地元で行われた巡業を柔道部全員で見学に行った際に、恵まれた体格をした青木少年を見つけた人物から成り行きで廻しを付けられ、相撲を取らされた。かなりの力量を同郷の高島正雄（花籠部屋の元十両・若十勝）に見出され、高島から連絡を受けた魁傑（当時大関。のち放駒親方）から勧誘を受けたが、親族会議を開催したものの、相撲取りになるつもりが皆無で進学を決めていたために逃げ回った。
後日魁傑が実家まで訪ねてきて、「時の大関がこんな田舎に」と大騒ぎになる。「部屋見学だけでも」と熱心に食い下がられたために4泊5日で部屋へ見学に行くと、東京見物をさせてもらっただけでなく小遣いをもらい、さらに靴も買ってもらえた上に魁傑自身が入門したときの経緯を聞かせてもらった（日本大学で柔道を行っていたが両親の意向で嫌々ながら相撲に転向した）ために気持ちが揺らぎ、翌年の入学願書締切日の前日に魁傑から電話で「柔道じゃ食っていけないよ」と言われたことで決心が固まり、魁傑の内弟子として花籠部屋へ入門した。

### 相撲界入門後
入門当初は185cm、83kgという体格であり、後に横綱となった自身とは似ても似つかぬ体型であった。「大ノ国」の名は、花籠親方（元幕内・大ノ海）の現役時代の四股名と、故郷である「十勝平野」にちなんで命名された。1978年3月場所で初土俵を踏む。
この場所7日目に師匠の魁傑が大関・旭國との対戦で4分26秒の大相撲で水入りして3分25秒でも勝負がつかず再水入り、両者に休憩時間を与える為に当日の結びの一番（北の湖 - 青葉山戦）を先に行った後、10分後改めて取り直し。その取り直しの一番もまた三度目の水入りとなる寸前の2分33秒で掬い投げで勝ち、合計10分19秒にわたる大熱戦の一番を見た。この相撲は打ち出しが18時25分に達し、NHKの相撲放送延長の新記録となっている。
本人が述懐するところによると花籠部屋時代は稽古も然ることながらちゃんこ番や雑用、付け人など部屋の仕事に特に真剣だったといい、若い衆としての仕事は花籠部屋時代の内にほぼ完璧にこなせるようになったと自らについて胸を張って証言している。1981年に引退して間もない頃の放駒（魁傑）が分家独立した放駒部屋へ移籍すると部屋のホープとして頭角を現す。創設当初の放駒部屋は稽古相手すらいないほどの小部屋であり、稽古を行うために、同じ阿佐ヶ谷にある一門の二子山部屋へ毎日出掛けていた。当時の二子山部屋は若乃花や隆の里の2横綱始め、若嶋津など大勢の現役関取が所属していた上に当時の角界の中でも一際厳しい二子山が指導を行ってたので、恵まれた環境の中で真剣に稽古に打ち込むことができた。二子山部屋での出稽古は壮絶で、時間にして20分の距離である二子山部屋から放駒部屋の間を自転車に乗って帰る力が残っていなかった。
しかし二子山部屋での出稽古から放駒部屋に戻ってから、ぶつかり稽古をみっちりさせられた。

### 十両〜幕内時代
1982年3月場所で新十両に昇進。本人は1981年3月場所から6場所連続で勝ち越した時期について「今振り返ってみても、1年間負け越しなしで十両に上がったというのはすごかったなぁと思いますよ。花籠部屋で鍛えられて、さらに二子山部屋の先輩たちに揉まれたことが、知らないうちに、私にとって大きな財産になっていたんですね」と振り返っている。実際に、二子山は「大乃国はおれのところで育ったようなものだ。」と言っていたという。翌5月場所は幕下に逆戻りするも3場所の幕下暮らしを経て11月場所に再十両を果たす。だがこの場所で九州入りした直後の稽古で右足小指の甲を骨折する怪我を負い、痛みにより場所初日まで稽古ができなくなってしまった。それでも関取の地位を守りたいという思いで痛めた足をテーピングで固めて皆勤し、この場所で11勝を挙げた。翌1983年3月場所で、奇しくものちに第63代横綱となる旭富士と共に新入幕を果たした。
因みに十両を通過した頃は体重が急激に145kg程度まで増えたため、周囲からはサプリメントや薬物の使用を疑われたが、本人は食べることが好きで体重も純粋に食事で増量したものであった。

### 三役・前頭上位時代
新入幕の場所を8勝7敗と勝ち越した後、4場所目の1983年9月場所で新三役（小結）に昇進した。この場所は6勝9敗と負け越したために1場所で明け渡したものの、東前頭3枚目で迎えた同年11月場所では北の湖（第55代横綱）・千代の富士（第58代横綱）・隆の里（第59代横綱）の3横綱を破り、10勝5敗で初の三賞（殊勲賞）を受賞。この11月場所と翌1984年1月場所では保志が自身とともに三賞を受賞しているが、満年齢で言って最年少の幕内力士2人が揃って三賞を受賞した例としてはそれぞれ史上3例目と4例目である。
1984年1月場所では新関脇で迎えて9勝6敗と勝ち越し。同年3月場所では、大ノ国から大乃国と四股名を改め、3横綱・3大関を破って10勝5敗の成績を挙げ、殊勲賞・敢闘賞を獲得するが、下位に対する取り零しの多さが課題として残った。大関獲りの足掛かりだった次の5月場所は4日目まで3勝1敗と順当だったが、5日目の北の湖戦で敗れてから調子を狂わせてしまい、6勝9敗と負け越した。
平幕に落ちた1984年7月場所は10勝5敗で殊勲賞を獲得するなど持ち直し、蔵前国技館最後の場所となった同年9月場所では関脇に戻り、初日から好調で9日目に千代の富士を土俵際の掬い投げで破って勝ち越した。幕内初優勝の期待を抱かせたが、翌10日目は既に負け越していた逆鉾の出足に苦杯を喫し、さらに11日目はこの場所平幕優勝を果たすことになる多賀竜に上手出し投げで脆くも横転し連敗。10日目から13日目の小錦に上手投げで敗れるまで4連敗となり、結局10勝5敗に終わった。
その後3場所を一桁勝ち星と不振の場所が続いたが、1985年5月場所は前に出る攻撃相撲が増え復調し10勝5敗。東関脇で迎えた7月場所では終盤まで優勝を争って12勝3敗の成績を挙げ、場所後の理事会で大関昇進が決まった。場所前~場所中の大関取りの話題は決して高まっておらず、直前3場所の成績は9勝・10勝・12勝の合計31勝（14敗）で、直近の大関昇進の事例と比べると勝星数で劣ったが、鏡山審判部長（元横綱柏戸）は「六場所連続で関脇を守ったことを評価したい」「対横綱、大関の通算成績が五分五分（三十七勝三十八敗）というのは大変なものだ。」と述べ、内容が評価されての大関昇進であった。この関脇時代については「上位力士を苦しめて当たり前という感じで、とても楽しい時期だったと思います」と本人が語っている。大関昇進披露宴では、引き出物に広辞苑を配り、相撲協会関係者や相撲記者を驚かせた。引き出物は押入れの奥にしまうことが多いので、役に立つものにしたかったという師匠・放駒親方の考えだったという。また、地元選出代議士である中川昭一の他に、東京大学新聞研究所長の竹内郁郎が、東京大学教授として初めて力士の後援会長を務めたことで注目を集めた。
1985年7月場所千秋楽の小錦戦は大乃国本人にとって生涯最高の相撲である。本人は引退後に「とにかく突き飛ばされないこと。まわしを取りたいけど、がっぷり四つにもなりたくない。自分にとっていちばんいい形、左の上手を引いて、右の前まわしをいかにして取るか。考えに考えましたよ」と工夫したところを語っており「絶対に勝っておかなくてはいけない一番。それに、関脇を長くやると大関になれないって、へんなジンクスもあって（当時は関脇として通算9場所め）。いろんなことが頭の中でぐるぐるしていた」と当時の気持ちを明かしていた。

### 大関時代
大関昇進後は12勝3敗・11勝4敗と着実に星を残して、「昭和の大横綱」千代の富士に次ぐ実力ナンバー2と目され、次の横綱候補の筆頭だった。1986年1月場所では13日目まで1敗で、星一つの差を付ける千代の富士との14日目の直接対戦に幕内初優勝を賭けたが、極度の緊張から力を全く出し切れずに敗れ、千秋楽も北尾（のち第60代横綱・双羽黒）の引きに敗れて12勝3敗に終わり、優勝決定戦すら出場できなかった。翌3月場所に初めての横綱挑戦権が与えられたものの、序盤で2敗を喫したことで9勝6敗に終わりチャンスを逃した。
同年5月場所では、逆鉾に寄り切られた際に右足を骨折する重傷を負った。それでも休まず11勝4敗の成績を挙げたが、この無理が影響して約1年間低迷する。同年9月場所は7勝1敗で迎えた9日目から失速して8勝7敗。次の11月場所は10勝5敗だったものの、翌1987年1月場所から2場所連続で9勝6敗と期待を裏切り続けた。それまで新勢力の一番手と見なされてきたが、この過程で優勝では北勝海に、横綱昇進では双羽黒に、共に大乃国より1年年下の「花のサンパチ組」（昭和38年生まれ）にそれぞれ先を越されてしまった。同年11月場所は千代の富士を土俵際の投げで破った際に失神させたり、初優勝を目指す双羽黒に土をつけたり、1987年3月場所で優勝を決めた北勝海を破るなど存在感は見せつけたが、下位力士への取りこぼしは相変わらず多かった。
しかし、1987年5月場所は初日から見違えるような安定した相撲で連勝を続けて、千秋楽で当時横綱昇進が掛かっていた北勝海を下して15戦全勝で初の幕内最高優勝を果たした。横綱昇進がかかった同年7月場所は千秋楽では前場所とは逆に、この場所で横綱に昇進した北勝海に敗戦を喫し12勝3敗でチャンスを逸したものの横綱挑戦権は継続され、次の9月場所は13勝2敗と順調に星を重ねて場所後に第62代横綱への昇進を果たした。杉並区阿佐ヶ谷南の放駒部屋で行われた横綱昇進伝達式では、「初一念を忘れず、相撲道に精進します」と口上を述べた。1987年10月1日、二所ノ関一門の親方が揃う中、放駒部屋で綱打ち式が行われた。横綱土俵入りの指導は、佐渡ヶ嶽が当初行っていたが、途中から一門の総帥である二子山が土俵にあがり、直々に土俵入りを指導、「ウっと四股を踏んで、ダッと腰を下ろしたら拍手が来るから、そしたらググっと摺り上がれ。」「すぐ摺り上がったらだめ、拍手を待つくらいの余裕を持たなきゃ。」「好きにやればいい。横綱がやれば、横綱土俵入りなんだ。」と助言を受けた。
昇進直前の2場所は全て優勝次点だったが、直前3場所通算の成績は40勝（5敗）で近年では貴乃花（41勝）に次ぐ高い数字（当時第56代横綱・2代若乃花と並ぶ最高タイ記録）であった。ただし、1987年11月場所後に双羽黒が師匠・立浪親方（元関脇・安念山）らとの衝突の末廃業事件を起こしたきっかけに、その後「横綱昇進の条件は（原則として）大関の地位で2場所連続優勝」に事実上変更される。それ以降、第63代・旭富士から第70代・日馬富士の8力士は全て「大関2場所連覇」での横綱昇進だったが、2014年5月場所新横綱の第71代・鶴竜は14勝（優勝同点）・14勝（優勝）と、27年ぶりに大乃国以来連覇無しでの横綱昇進となっている。

### 第62代横綱
横綱昇進を祝うパーティーの席上で、当時の理事長・春日野（第44代横綱・栃錦）は「今後の相撲界の歴史を大きく変える力士の一人だ。『角聖』と呼ばれた明治時代の名横綱・常陸山を目指せ」と期待を寄せた。しかし、新横綱の1987年11月場所は極度の緊張からか動きが悪く、序盤に3連敗を喫した。中盤は立ち直ったかに見えたが終盤も黒星を重ね、最後はギリギリ勝ち越しの8勝7敗（皆勤した新横綱としてワースト）に終わる。実は大乃国本人は、横綱昇進当初から体の異変を感じており、「睡眠時無呼吸症候群」の症状（土俵下でいきなり強烈な睡魔に襲われる一方夜中に40分おきに目が覚めてしまう）により、睡眠が安定しないことで立合いの集中力が発揮できなかったという。
1988年1月場所に際しては前場所中の太り過ぎの反省から食事を減らして減量したものの、これが裏目に出て力が入らなくなった。米をやめてニンジンやこんにゃくで腹を満たすようにしたが却ってむくみがたまり、筋肉が落ちて体が弛んだことでマスコミから「稽古不足」と批判される状態となった。この1月場所は9日目を終わって5勝4敗となり、「肝機能障害」によって10日目から途中休場し、引退危機と騒がれた。体調不良の原因としてプレッシャーや糖尿病を疑ったが血液検査の結果は「異常無し」であり、体調不良の正体が分からぬまま疲れを押して土俵に上がり続けることにした。
早くも進退を懸けることとなった横綱3場所目の1988年3月場所は、序盤で2連敗したが連勝を続け14日目で12勝2敗、千秋楽結びの一番では前日まで13勝1敗だった北勝海を本割りで寄り倒し、大乃国と北勝海が13勝2敗の同点となった。優勝決定戦では北勝海に押し込まれながらも土俵際の突き落としで下し、大逆転勝利で5場所ぶり2度目の幕内最高優勝、横綱初優勝を果たした。しかしその後1988年5月場所以降から引退するまで、主に九重部屋（千代の富士・北勝海の両横綱）らの活躍に押されて、自身何度も終盤まで優勝争いに加わるも、幕内優勝は二度と果たせなかった。
当時優勝決定戦での勝敗は翌場所の番付に反映されなかったため（1988年3月場所の番付は西正位横綱・北勝海、東張出横綱・大乃国）、1988年5月場所の番付は東正位横綱に優勝同点の北勝海、西正位横綱に優勝の大乃国だった。その後も大乃国は、当時の横綱陣で最高成績を挙げられず、東正位横綱を一回も経験することが出来なかった。

### 横綱千代の富士の連勝を53でストップ
横綱としての最大の見せ場は1988年11月場所の千秋楽、結果的に昭和時代最後となった結びの一番で、同場所14日目まで53連勝中だった千代の富士を怒涛の寄り倒しで54連勝目を阻止、歴史的な場面を演出したことである。その千秋楽前日の夜、部屋での食事中放駒親方からは「どうせ今のお前じゃ何をやっても勝てないんだから、せめて（千代の富士を）ヒヤッとさせる場面ぐらいは作って、館内をにぎやかすぐらいのことをしてこい」と強烈な発破をかけられる。大乃国は飯も喉を通らず、そのまま箸を置いて立ちたいぐらいの気持ちになり、「連勝記録は俺が絶対に止めてやる!」と闘志に火がついたという
。
千秋楽当日の早朝、大乃国は普段より2時間早く稽古場に姿を現して徹底的に対策を行っていた。この取組では、大乃国が立合い鋭く踏み込み、千代の富士のまわしを取り、千代の富士に左上手を与えない体制で一気に寄り立て、あせった千代の富士が右下手投げを打ったところを、左から押しつぶすように寄り倒した。
「自分の呼吸で立つ。それだけを念入りにやった。いつも負ける時は相手に先に左上手を取られ、動かれてゴロンとひっくり返された。だから自分が先にまわしを取って、がむしゃらに出た。」
後日、千代の富士はこの話を聞いて「全然知らなかった。俺はその頃明日は楽勝だと2・3軒飲み歩いていた。あのとき俺の特番の撮影のためにマスコミもいたんだ。どうして教えてくれなかったのか？恨むねぇ」と苦笑いしながら語っていた。大乃国はこの殊勲を特に大仕事とも思っておらず、同じ横綱として千代の富士の連勝記録を伸ばしてしまった責任を取ったまでであるという趣旨の発言をしている。その気持ちの表れとして、連勝ストップを決めた当時「俺だって横綱だ」と記者に対して発言していた。
のちに放駒親方が、千秋楽で大乃国が千代の富士の連勝を止められなければ、翌年初場所千秋楽の横綱同士の対戦で横綱・双葉山の69連勝に並ぶと計算していたことを知り、「師匠のその思いを知ったら震えて負けていたかもしれない。師匠は先の先を読んで頭の中で計算していた。師匠の『親心』を象徴する場面だった」と歴史的一番の裏にあった秘話を明かした 。

### 相次ぐ不運・病気と怪我
1989年5月場所は、横綱・北勝海と大関・旭富士と3人での優勝争いは千秋楽までもつれた。12勝2敗で迎えた北勝海との千秋楽結びの一番（勝った方が旭富士との優勝決定戦に進出）では肩透かしに敗れたが、その寸前に大乃国の突き落としで北勝海の右手が土俵の上を掃いたのでは？と見られる場面があった（VTRではその光景がはっきり映し出されている）。ところが、立行司と勝負審判5人いずれもこの「はき手」に気付かず、さらに物言いもつかなかったため、不幸にも大乃国の黒星となった（優勝決定戦は北勝海が旭富士を送り出して勝利）。この一番について、当時協会の審判部長だった九重（元横綱・北の富士）は「審判委員五人の目で見ており、もしはき手があればだれもが物言いをつけるはず。テレビはカメラの角度により実際と違うシーンが出るもの」と話し判定の正当性を主張している。
同年7月場所では場所前から痛めていた右膝が悪化、1勝4敗で5日目から途中休場。日本大学医学部附属板橋病院に入院、右膝の治療と同時に全身の問診を受けた結果、医師から初めて「睡眠時無呼吸症候群」という診断を受け、横綱昇進時から表れていた体調不良の真相を知った。睡眠時に一時間あたり60回呼吸が止まる程の重病であり、心不全による突然死も時間の問題であり、診断の直後に治療用の呼吸器を使用開始した。入院加療ののち病気の症状は回復して退院するも完治せず、横綱として2年近くも低迷することとなる。

### 横綱皆勤負け越し・4場所連続全休
同年9月場所も不調で4日目で1勝3敗、その後一旦は持ち直して11日目で7勝4敗としたが、そこから連敗を喫し14日目の千代の富士戦で7勝7敗、勝ち越しをかけた千秋楽結びの一番の北勝海戦でも敗北したことで、ついに7勝8敗と負け越した。横綱が皆勤しての負け越しは史上5人目（6例目）、しかも15日制が定着してからは初めての不名誉な記録だった。一旦は引退届を提出するも、当時の二子山理事長（第45代横綱・初代若乃花）からは「まだ若いんだから初心に帰った気持ちでもう一度やり直せ。汚名を残したまま辞めてはいかん」と慰留されて現役を続行する。なお大乃国本人はこの不名誉に対して、不調の際は休場するという横綱の固定観念に囚われず、不成績を恐れず全力で戦ってこそ横綱であると思いの丈を明かしており、大乃国としては「自分の力をこの世界でどこまで出せるかを試したい」という入門当初の志に従った結果であるという。
一場所休場した後の1990年1月場所で進退を懸けるも、11日目で8勝3敗と勝ち越したが、翌12日目から終盤4連敗で8勝7敗。さらに千秋楽の千代の富士戦では左足首の靱帯を断裂、その上骨折という大怪我を負う悲惨な結末となり、その故障が長引いて4場所も連続全休した。この頃に前述の呼吸器を使用した影響で体が顕著にしぼみ、放駒からは不審に思われたという。その呼吸器を使用している様子を実際に確認した放駒は「そんな変な器具を使ってはダメだ。勝てなければ夜眠れないのは当然だ」と叱咤したため、大乃国は放駒を連れて病院の医師に事情を説明させた。すると放駒は「お前、病気だったのか」と納得し、その後は放駒の理解を得た上で治療に励んだ。
同年11月場所で4場所振りに復帰するが、序盤で平幕に負けるなど2敗を喫し相撲振りは決して良くなかったものの、千秋楽に前日優勝を決めた千代の富士に土をつけ、何とか10勝5敗の二桁勝利を挙げて引退の危機を免れた。大乃国は当時の週刊誌報道などで真面目横綱として知られていたせいか、報道陣も大乃国に対して非難する声は強くなく、日本経済新聞の夕刊コラムでは森鷗外が訳したヨハン・アウグスト・ストリンドベリの「苦痛は人を清める。悲哀は人を高める」という言葉を引用し、「たかが相撲じゃないか。まだ28歳になったばかりの青年だ。相撲ばかりが人生じゃないが、大乃国はわき目もふらず土俵人生の再起を目指す。再起の成否はまだわからないが、彼は一回り大きな人間に成長するにちがいない。」と掲載されるなど、
苦しい土俵を続ける横綱の復活を見守る雰囲気があったと中野翠は文藝春秋に書いている。翌1991年1月場所も10勝5敗に留まったが、必死に取り組む姿に声援を送るファンも多く、オール讀物の特集では井上ひさし、石堂淑朗、畑山博、保坂正康、黒鉄ヒロシが、「大乃国はプレハブ住宅を組み立てる建設作業者とは異なった、手作りの家を建てようとする職人のようなもの。」、「病や怪我でなかなか勝てなくても必死に取り組んでいる君の不器用な相撲人生を、己が人生と重ね合わせて記憶の底に焼きつけて声援を送っている者も多い。」などと寄稿した。
1991年3月場所の大乃国は2日目で寺尾に苦杯を喫したが、1989年5月以来11場所振りに千秋楽まで優勝を争い、ようやく復活の兆しを見せたかに思えた。14日目に12勝1敗同士の直接対決で、北勝海は大乃国に寄り倒しで勝ったがその際に膝を負傷。翌日の千秋楽北勝海はまともに戦える状態でなく、もし大乃国との優勝決定戦になった場合、北勝海はどうやって戦うかずっと悩んでいたという。しかし北勝海の故障に全然気が付かなかった大乃国は、前日まで4勝10敗と極度の不振だった霧島に大相撲の末よもやの敗北で12勝3敗、またもあと一歩で北勝海（結びの一番で旭富士に敗れて13勝）に優勝を奪われた。今度こそ優勝をと雪辱を期すはずだった同年5月場所は、不運にも場所前に蜂窩織炎による高熱と右膝関節を痛めて急遽入院することになり、ふたたび全休となった。

### 現役引退
1991年7月場所は再び進退を懸けて土俵に上がることとなる。この場所が最初で最後の対決となった貴花田（のち第65代横綱）・若花田（のち第66代横綱）に勝利したが、初日に曙（のち第64代横綱）の突っ張りに一撃で土俵下へ吹っ飛ばされたり、最後の相撲となった安芸ノ島戦ではまともに引くところを見透かされ一方的に押し出されたりと8日目で4勝4敗という散々な成績だった。安芸ノ島戦での内容が「明日に繋がらない相撲」と悟った大乃国は現役引退を表明した。歴代横綱の中で28歳9か月での引退は、廃業した双羽黒や現役中に死亡した玉の海を除けば、栃ノ海の28歳8か月に次ぐ若さだった。毎日新聞は、「妥協を許さない相撲を取り続け、格闘技のもつ真剣勝負としての相撲を楽しませてくれた力士」という論評を載せ、もろさと底知れぬ強さが同居した大乃国の栄光と挫折は、全力を傾注して妥協することのない土俵態度が生み出した結果であり、勝負にかけるかたくななまでの意地には価値があった。引退間際の横綱特有のみじめさはあったが、相撲界の受け止め方はずいぶん違い、「なにごとにもまじめな横綱だった。とくに勝負に対しては潔癖すぎるほど潔癖だった。七勝七敗で千秋楽に負け越したのを見てもわかるだろう。貴花田など元気な若手が出てきて盛り上がっているが、相撲界がまともなことをファンに分かってもらうためにも、もう少し頑張ってほしかった。」というある親方の言葉を紹介、刀折れ、矢尽きて土俵を去ったが、大乃国の姿勢は評価されるべきであると報じた。引退会見で現役時代の思い出の一番として、稽古をつけてくれた同門の先輩である隆の里に初めて勝った相撲をあげた。
この際、既に10代芝田山（宮錦）から年寄名跡を譲渡され、年寄・芝田山を取得していたが、10代芝田山の停年（定年。以下同）まで10か月ほどだったため、5年期限付きの年寄・大乃国として芝田山の停年を待った。しかし、宮錦の退職後に同門の若獅子へ年寄名跡を一時的に貸すことになり、1993年3月場所後にようやく12代芝田山を襲名した。
引退相撲は1992年5月場所後に行われた。なお、引退相撲での横綱土俵入りの露払いと太刀持ちは、従来は現役横綱の二人が務めていたが、同年5月場所前に一人横綱だった北勝海が引退となり、横綱空位となっていた。そのため大乃国は、同門であり当時二子山部屋の現役幕内力士だった隆三杉（露払い）と三杉里（太刀持ち）をそれぞれ指名し、最後の土俵入りが披露された。
横綱大乃国の現役時代の壮大な土俵入りは定評があった。

### 芝田山親方として
芝田山襲名後、しばらくは放駒部屋の部屋付き親方として後進の指導に当たっていたが、引退8年後の1999年6月に独立して「芝田山部屋」を創設。横綱・大関経験者が引退・年寄名跡襲名後も部屋付き親方として長期間在籍した後、独立・部屋創設に至ったことは非常に珍しい。
師匠の放駒親方同様、「社会に通用する人間であれ」を親方としての信条としている。地位に見合った人徳、品格がないと力士としては一人前とは言えないという考え方に基づき、新潟県十日町の後援者から田んぼを借り、一から米作りを体験させることで、体づくりとともに、食べ物を粗末にしない教育をしている。
目的は、弟子たちに米が出来る過程にある大変さを知ってもらい、米一粒の大事さ、一粒一粒が重なって初めて、どんぶり一杯のごはんになることを学んでほしい、それが毎日の稽古の積み重ね、地味で地道な練習の積み重ねが力になることに通じるからという考えからである。自身が農業を営んでいた実家の酪農設備を新築するために両親が借り入れた約2000万円の借入金を代わりに返済し、実家の近所でも「孝行息子」と言われていたことから、農業に対する思いが強く、弟子の教育に取り入れた。
また、部屋の弟子たちを連れて毎年夏に故郷・芽室町で合宿をするのに合わせて、老人ホームや障害者支援施設を慰問し、子供たちの心と身体の健全育成を目的に芽室神社前の土俵で、「芝田山杯子供相撲大会」を毎年8月に実施している。
部屋にお客さんが来た時は、「呼出しの克之です。」など、部屋にいる裏方を紹介するという。力士だけでなく、裏方も部屋の一員という意識を徹底させ、モチベーションをあげるためである。
相撲取りとしての理想は、「穏やかで柔和な表情の下に闘志を隠して、ここぞというときに勝負をかける」と述べている。
弟子には、「いろいろな事情があって、辛抱や努力をしたくても出来ない人だっている。相撲取りにしても、誰でもなれるわけではない。心底から相撲取りになりたいと思っても、なれない人はたくさんいる。だから、五体満足で相撲を取れる今の自分に感謝して、前向きに一生懸命努力しなさい。全力でぶつかっていけば、自分の体にも強くなる力が入ってくる。跳ね飛ばされても恐れず、立ち向かう姿勢が大事。」と、自分が若い頃の稽古を通じて学んだ話をするという。
相撲協会の業務では監察委員や勝負審判などを歴任した後に、2014年に副理事に昇格、巡業部副部長、さらに広報部副部長となった。巡業でちゃんこが廃止されたことで巡業中における力士の食事がおざなりとなり、健康管理が憂慮されるようになったことから、巡業の食を管理する“食事係”の設置も検討したことがある。2015年8月3日から始まった夏巡業では、21年ぶりに巡業でのちゃんこ配給を復活させた。これは相撲人気の回復によって夏巡業開催日数も前年の9日から20日に倍増し、力士の体力負担を補うという目的もあった。この主導に当たって芝田山は「弁当だけじゃ飽きるしね。ちゃんこは栄養バランスもいいから」と説明している。
2018年2月2日の日本相撲協会理事選挙に立候補し初当選、3月30日の職務分掌で広報部長に就任した。
5月29日午前、大相撲の「女人禁制」に関する参議院文教科学委員会の参考人質疑に出席。「公益法人として説明責任がある。（協会は）女性差別をしていない」と説明した。
2020年1月30日の役員候補選は定員を超過しなかったため2008年以来6期12年ぶりに無投票となり、芝田山を含めた理事候補10人、副理事候補3人が全員当選し、同年3月23日の評議員会で正式に理事として選任。再任後はこれまでの広報部長に加え、総合企画部長を兼務することが発表された。
2020年3月、2019新型コロナウイルス感染拡大防止のため、史上初の無観客興行となった春場所で、「無観客開催運営プロジェクトチーム」のリーダーとして、毎日各担当部署の関係者を集め、どんなささいなことも話し合い、情報が回るように徹底した。感染者を出さないため親方衆専用の入口を設置し、世話人が明け荷を運ぶ動線も何度もシミュレーション、タクシーの待機場所や方向など、密集による接触や混乱を回避する方法を考え抜き、大きなトラブルを防いだ。
新型コロナウイルス感染拡大が広まる中、その後の対応の協議の方法としてのインターネット電話などの導入も進んでいないことから、対応の遅れを指摘する報道もあった。広報部長である自身がインターネットを使わず電話で取材を受けていることもインターネット導入の遅れの例に出されている。
5月13日、新型コロナウイルス感染症（COVID-19）のため、現役で死去した三段目力士の勝武士幹士について「私としてもなんとか心の中で回復してくれという思いでいっぱいだった。うちの部屋にも同期の弟子がいるんですが、非常に残念な思いです」と広報部長の立場でコメントを残した。
5月29日、7月場所の開催に関しては「まず無観客が目標」と広報部長として見解を示した。
7月30日、新弟子のスカウト活動などを念頭に、協会員の原則的な外出禁止を7月場所後に緩和する方針を示唆した。
2021年12月9日、2022年夏に地方巡業を再開する準備を進めていることを明かした。同時点では巡業地は未定だが、2022年1月場所後にも開催の可否を含めて決定する見込みが立った。
2022年10月9日に60歳の誕生日を迎えたが、約2年前から歩行の際に杖が必要となるなど支障が出た理由で、還暦土俵入りは行われなかった。大相撲引退後、運動らしい運動を特にしていなかったことが祟った形となっている。2024年のインタビューによると、過去に腰部脊柱管狭窄症で2度の手術を経験し、2022年には両股関節を手術で人工関節に置き換え、体重は165kg前後あるという。また、還暦記念の赤い綱の製作についても未公表である（但し、その代替として「芝田山親方還暦を祝う会」が開催され、自ら赤い帽子と羽織を着用して登場した）。
2023年6月23日、相撲協会ナンバー2の事業部長を務めていた陸奥（元大関・初代霧島）が辞任したことに伴い、総合企画部長から横滑りで事業部長に就任した（広報部長は引き続き兼務）。
2024年3月27日の執行部人事で相撲教習所所長に任命された。
2024年5月場所では中日終了時点で役力士9人中5人が休場する異常事態となっているが、芝田山は稽古不足と負けが込むとすぐ休む心構えを指摘している。
- 横綱審議委員会稽古総見（両国国技館 2017年5月3日撮影）
- 同左

## 人物
現役時代はきまじめで無口な横綱という印象だったが、引退後にスポーツニュースやNHK大相撲中継に出演すると、実際は話がうまく、舞の海秀平が上手に説明できないような相撲内容も詳しくわかりやすい解説を披露し人々を驚かせた。バラエティ番組出演もこなしている。最近では講演会でも大人気で各地を飛び回っているが聞き手が居なくても数時間の独演をこなすなど理論的で判りやすい内容が好評である。
本人は相撲の解説をする時は、「相撲の面白さ、醍醐味を多くの人にわかってもらうために、なるべく専門用語を使わない」、「勝った力士、負けた力士どちらのファンが聞いても納得できるイーブンな解説」をいつも意識しているという。
師匠の放駒親方は、弟子の大乃国に関して、「頭のいい人。若い時から1つを1回教えただけで、教えていない3つを自分で考えて実践していた。」と評している。実は機械いじりが大好きで、中学時代に中古のポンコツバイクを入手して、自分で新しく作り替えて、実家の畑で乗り回していた。
非常にまじめで優しい性格で、横綱になっても少女にサインを頼まれた際に、最後の一人になるまでサインをしたり、パーティーでお年寄が立っていると、すぐそばに寄って椅子のあるところに案内するなど、師匠・放駒親方ゆずりの誠実な紳士ぶりで女性やお年寄りにも根強い人気があった。
幕内入りしてからの大乃国は全てガチンコ相撲を通したとされている。大相撲八百長問題とは全く無縁の人である、と当時の報道を知る大相撲ファンからは評価されており、ガチンコ横綱と言われている。
角界きっての食通で、大の甘党。「男が甘党でなぜ悪い!」「甘党男児は誇りを持て!」を持論としている。本人曰く最近は「スイーツ王子」「スイーツおじさん」「スイーツ親方」「キング・オブ・スイーツ」などと呼ばれるという。元祖!でぶやなどのグルメバラエティ番組に出演している。少しでも相撲を知るきっかけになって、相撲の面白さがPRできればいい、相撲取りになってみたいという若者が出てくるきっかけになればと考えているという。
甘党だからといって、甘いものの過剰摂取による糖尿病とも無縁である。「むしろ血糖値が基準値より低め」とのことで、「協会を辞めたらスイーツ評論家になりたい」と日刊スポーツで述べている。

## 合い口
- 元横綱・北の湖には3勝3敗。最後の勝利は1987年3月場所で、決まり手は寄り切り。
- 元横綱・千代の富士には9勝23敗と大きく負け越しているが、1988年11月場所で千代の富士を寄り倒しに破り、千代の富士の連勝を53でストップしている。横綱同士の対戦は2勝8敗。最後の勝利は1990年11月場所で、決まり手は掬い投げ。
- 元横綱・隆の里には6勝4敗(不戦勝1を含む)。最後の勝利は1985年7月場所で、決まり手は寄り切り。
- 元横綱・双羽黒には9勝8敗。大関同士の対戦は1勝3敗、横綱同士の対戦は1敗。最後の勝利は1987年9月場所で、決まり手は寄り切り。
- 元横綱・北勝海には20勝14敗(不戦勝1を含む)。他に優勝決定戦で1勝がある。大関同士の対戦は3勝2敗、横綱同士の対戦は4勝7敗(不戦勝1を含む)。最後の勝利は1990年11月場所で、決まり手は寄り切り。
- 元横綱・旭富士には26勝10敗。横綱同士の対戦は2勝1敗。最後の勝利は1991年3月場所で、決まり手は内無双。
- 元横綱・曙には入幕直後に対戦して2勝1敗。
- 元横綱・貴乃花には入幕直後の貴花田時代に対戦して1勝。
- 元横綱・若乃花にも入幕直後の若花田時代に対戦して1勝。
- 元大関・琴風には8勝3敗。
- 元大関・若嶋津には13勝10敗(不戦勝1を含む)。大関同士の対戦は8勝3敗。
- 元大関・朝潮には19勝13敗。大関同士の対戦は8勝5敗、大乃国の横綱昇進後は5勝2敗。
- 元大関・北天佑には22勝14敗。大関同士の対戦は8勝3敗、大乃国の横綱昇進後は8勝3敗。
- 元大関・小錦には13勝16敗。大関同士の対戦は2敗、大乃国の横綱昇進後は7勝6敗。
- 元大関・霧島には6勝8敗。大乃国の横綱昇進後は3勝6敗。

## 師弟関係
- 師匠の放駒親方について、「周りの人は『優しい親方で』なんてイメージで言うけど、弟子からすれば鬼。日常生活の指導を含め、一切の妥協がない師匠だった。どんな子供だって、死ぬまで自分の親を抜くことはありえない。自分にとって師匠は、親以上に一目も二目も三目も置く存在。今でも夢に出てきて怒られることがある。」と語っている。
- 放駒親方が叱る時は、「相撲界は“コラッ！”と一発、拳固を食らって済むようなことが多かったなか、師匠は理論的に、理詰めで来る。時に心の臓を撃ち抜かれるくらいの言葉で……。ちゃんこも喉を通らない状態になったこともありますよ。それは、私が横綱を張っていた時でも、変わりませんでした」と引退後述べている[64]。
- 親子関係以上の濃密な師匠と弟子の関係が希薄になることへの危機感が常にあるとし、「どんな子供だって、死ぬまで自分の親を抜くことはありえない。相撲界も同じで、相撲部屋は単なる合宿所ではなく、衣食住を含めた修業の場であり、一つ屋根の下で寝食を共にする疑似家族であり、師匠は父親で弟子は息子。親の喜ぶ顔を見るために厳しい稽古に耐えることができた。もし師匠をないがしろにして、親と子の節度がなくなる風潮が出たら、部屋制度を前提とするこの社会は成り立たなくなる。」と述べている。
- 自身が中卒で入門したことから、大相撲に入門するのは高卒や大卒より中卒の方が良いとしている。「右も左も分からないで入るから良い。相撲ももちろん、社会人としての心構えも身につく。染まっていない時に入るのが大事なんだ」と話しており、自身が新入幕した1983年3月場所は幕内35人中18人が中卒だった[65]。この考えの背景は、大学中退で角界入りして年下の先輩との関係に悩んだ師匠の放駒親方から、「高校卒業してから相撲取りになって年下のやつに張り倒されるよりは、十五歳で入って先輩から張り倒される方が、まだ我慢できるだろ。」と入門前に言われたことも影響しているという[66]。
- 部屋にお客さんが来た時は、「呼出しの克之です。」など、部屋にいる裏方を紹介するという。力士だけでなく、裏方も部屋の一員という意識を徹底させ、モチベーションをあげるためである[67]。
- 大勇武など部屋の元力士から自身や弟子による暴行容疑に対する訴訟を過去に2度起こされるなど弟子育成に関しては、一部週刊誌からは「弟子に興味のない親方」という趣旨の書き立てられ方をされた[68]。
- 芝田山本人は自分が師匠になって弟子に口酸っぱくして言うのは、一人前に育ち、仮に相撲界を離れても社会で耐えられる人間に育ってもらいたいとの思いがあるからこそと述べている[4]。

## エピソード

### スイーツ関連
- 現役時代から大の甘党・美食家でも大きく知られており、相撲雑誌の力士紹介欄では他の力士が趣味を「ゲーム」「絵画」「音楽鑑賞」としている中で「食べ歩き」と記載されていた。好きな食べ物としてあんみつ・うぐいすパンと答えていた時期があった。
- 特にケーキは、2ホールを軽くたいらげるという。自らも大関時代から部屋でケーキ作りをするほどで、趣味を生かした『第62代横綱大乃国の全国スイーツ巡業』（ISBN 4532165687）・『第62代横綱大乃国の全国スイーツ巡業II』（ISBN 9784532167066）を出版している（どちらも日本経済新聞出版社より）。新十両昇進が決まった大勇武龍泉に記者会見で祝いのケーキ（現役時代の自身の似顔絵入り）を渡した。
- 2007年6月30日放送のテレビ朝日「ザ・クイズマンショー」では数々のスイーツに関するクイズを回答して優勝した。「スイーツ賢人」の称号を送られている。
- 2008年3月31日からは、ゆうどきネットワーク（NHK総合テレビ）にて「芝田山親方のごっつあんスイーツ」のコーナーを担当していた（大相撲千秋楽の翌日など、主に月曜に出演）。
- 2008年7月放送の海外向け国際放送・NHKワールドTVの紀行番組である『NIPPON OUT&ABOUT』（英語放送番組）に出演。出身地である芽室町のあるお宅をたずね、あんこの付いたぼたもちを試食する様子が放送された。
- 2013年6月放送のNHKテレビ「ゆうどきネットワーク」に出演し、京都の和菓子巡り（麦手餅・あんこ炊きなど）を堪能していた。
- 2015年6月6日放送の朝の連続テレビ小説『まれ』に服部幸應、辻口博啓らとともに審査員役で出演した。
- 元プロ野球選手・監督の権藤博と親交があり、ともに甘党である事から暇を見つけては二人で甘味処巡りを行っている。
- 現役時代に花乃湖、貴闘力、三杉里らと共に「大相撲甘党部」を結成していた。
- 敬愛する甘味として姫路の玉椿、福岡の筑紫もち、北海道の大沼だんごを自身のベスト3として挙げている。
- スイーツ以外にも蓬萊の豚まんをこよなく愛しており、春場所終わりには大量に買い込んで東京に戻っている。

### 大きな太鼓腹
- 大きすぎるほどの太鼓腹をしたアンコ型力士であり、特に海外からは、いかにも力士という体型から、ある意味日本以上に人気があるという考えもあった。220キロ超の体重よりも恐ろしいほど大きく前へ突き出た腹が語り草になり、特に立合いの蹲踞時に腹を膨らませてグッと前へ突き出す癖があり、その際のあまりにも大きなお腹は、観客からどよめきが起こるほどであった。
- 最重量の小錦よりも大きな腹をしており、横綱当時「体重の小錦」「腹の大乃国」との異名もあった。
- その非常に大きな体型から、春日野親方（元栃錦）からは「パンダ」[69]というあだ名が付けられており、1987年6月の力士運動会では大乃国自ら「ジャイアントパンダ」の扮装をしたことがあった。

### その他
- 1985年7月、大関に昇進したばかりの北海道巡業中、日本テレビの『第4回全国高等学校クイズ選手権』北海道予選の取材を受け、「東京に来て最初に出くわした嫌いなモノは?」という問題を高校生に出題した。正解はゴキブリで、「入門当時、力士たちの集う部屋に入り、足元にうろつくゴキブリを見た瞬間うつ伏せになってしまい、しばらく何もできなかった」と司会の福留功男に話していた。ネズミも幼い頃から苦手だという。
- 横綱昇進の際には「史上初の200kg超えの横綱」として話題になった[70][71]。
- 常識人としても知られ、力士の健康診断では横綱特権（優先検診）をせず順番を守っていた。家事にも積極的で、家庭ごみの分配なども自ら行っている。
- 2008年3号よりダイヤモンド社の隔週刊テレビ情報誌「TVステーション」にて、「親方に訊け!」というコラムを連載。
- 2008年7月28日放送のNHK『鶴瓶の家族に乾杯』でホイアンを旅し、現地の子どもたちに相撲を教えた。その際、持参した稽古用まわしを半ズボンの上から着けさせた。
- テレビ朝日の深夜番組『虎の門』にゲスト出演しており、番組エンディングの情報コーナーでは「新弟子募集」の告知を必ず行っていた。
- 「肉の多い大乃国（にくのおおいおおのくに）」という回文がある。当人が初めてこの言葉を聞いたときは皮肉られていると感じ、回文であることに気づかなかった[71]。2010年1月1日放送の日本テレビ『笑点』の新春スペシャルに出演した際に自らネタにした。
- 2010年1月6日にテレビ朝日系で放送された『史上最強のメガヒット カラオケBEST100 完璧に歌って1000万円』内のコーナー「採点カラオケNo.1決定戦」で優勝し賞金30万円を獲得した。
- 2013年11月場所後の番付編成会議で、放駒部屋からの移籍組である魁が新関取昇進の内定を得る。しかし西幕下4枚目で4勝3敗の魁の十両昇進は難しいと考え、芝田山は新関取発表日に韓国旅行へ出掛けていた。結局その日の午後5時に慌てて帰国し、正規の会見会場ではなく福岡空港の特別待合室での出張昇進会見が設定された。芝田山は遠路駆け付けた報道陣を気遣い「皆さん、このお返しはスイーツで」。好物を話題に取り上げて笑いを誘ったという[72]。
- 2016年7月31日、大乃国と同じ北海道出身でかつ連勝記録を53でストップさせた「昭和の大横綱」こと元千代の富士・九重親方が61歳で死去。「現役時代よく九重部屋に出稽古に行った。相四つだったので何とか先に左上手を取らせないよう研究した。体重は自分が上でも、力が強かった」と振り返った後、「こんなに早く亡くなるとは思っていなかった」と、先輩横綱の死に驚きを隠せなかった[73]。
- 2017年1月24日、二所ノ関一門で田子ノ浦部屋所属の大関・稀勢の里の第72代横綱への昇進が決まり、1月26日に芝田山は雲龍型の横綱土俵入りの指導・継承役を務めた。横綱土俵入りの見せ場である「せり上がり」の際の右手のひらの向きについて、右手のひらの上に粘着テープ１巻を置き、落ちないように上に向けたまま実演して稀勢の里を指導する姿、1987年に若乃花幹士 (初代)が大乃国の土俵入りを直々に指導した過去の写真、映像が報道された姿が報道された[74][75]。稀勢の里への指導の最後に、新横綱の大師匠にあたる二子山親方が大乃国の新横綱土俵入り指導で言った「好きにやればいい。横綱がやれば、横綱土俵入りなんだ」の言葉を伝えている[76][77]。1月27日に稀勢の里は東京・明治神宮で横綱推挙式と奉納土俵入りを行い、大師匠・若乃花幹士 (初代)が使用した化粧廻しを身に着け、18000人の観衆を前に雲竜型を披露[78]、現役時代のライバルだった八角は「同じ型をするんだけど、人によってせり上がりが微妙に違うのがいいところ。大乃国さん（芝田山親方）に教わったから当たり前だけど、やっぱり似ているな、という感じがした」と述べた[79]。
  - しかし稀勢の里は新横綱の2017年3月場所13日目、横綱日馬富士戦で敗れた際、左大胸・上腕筋を部分断裂する重傷を負ってしまうが、同場所千秋楽では、大関（当時）照ノ富士戦で本割り・決定戦で逆転優勝を果たす。だがその大怪我の回復が遅れ[80]、更に相次ぐ負傷にも見舞われて、翌2017年5月場所～2018年7月場所迄、横綱ワースト記録の8場所も連続して休場（途中休場4回・全休4回）。復帰した2018年9月場所で10勝を挙げるも、次の11月場所は初日から4連敗で又も途中休場。2019年1月場所で進退を掛けたが序盤3連敗（横綱としては最悪の8連敗も記録）を喫し、芝田山親方は「もうダメでしょう」と厳しい現状をコメント[81]。結局稀勢の里は同場所4日目に、横綱在位12場所の短命で現役引退を表明。その報道に芝田山親方は「今迄けがだけでなく、周りから責められることとも闘っていた。ご苦労さんと言ってあげたい」と労いの言葉を送っていた[82]。
- 2018年4月4日に行われた大相撲舞鶴場所にて、多々見良三が倒れた際に救命処置で土俵に上がった医療関係者の女性に対する、大相撲の女人禁制を優先した対応が物議を醸したが、芝田山は「場内アナウンスの指導や緊急時のマニュアルの作成が必要である」と言う趣旨のコメントをしており、相撲協会全体の問題としてとらえていた。一方で「緊急事態と女人禁制は別の話」としており、一部で女性が土俵を下りた後に大量の塩が撒かれたと報じられたことに対しても「撒かれた塩の量は一般的な量であるし、安全祈願の意味であって女性が土俵に上がったことは関係が無い」という内容の見解を示している[83]。
- 2018年4月19日、兵庫県宝塚市の中川智子市長が、土俵の女人禁制を見直すことなどの要望書を日本相撲協会とスポーツ庁に提出、対応した理事・広報部長の芝田山は、「わざわざ来ていただくのに、『（要望書を）受け取りました。さようなら』ということはしません」と、向島「長命寺」の桜餅でもてなして約45分も会談し、相撲の伝統などを力説した。“手ぶら”で要望書だけを出しにきた中川市長に、相撲グッズのおみやげまで渡す対応に、「一刀両断に『議論しません』という答えもありうると思っていましたが、『理事会などで議論する』と明言していただきました。誠実に対応してくださった。“柏餅”を出してくださって、親方はとても優しかった」と中川市長は相撲協会の反応にホクホクだった。しかし、芝田山は「関東と関西の桜餅は違うんだよ。関西は道明寺粉というピンクの色がついている。関東は薄い皮であんを包んでいる。俺は“専門家”だから、これは桜餅だと説明したのに…」と残念そうだったという[84]。
- 2019年11月25日の横綱審議委員会の定例会合で矢野弘典委員長らが白鵬のかち上げに苦言を呈したが、芝田山は「（白鵬の）隙を見つけ、もっと気迫を持たないといけない」といい、対戦力士に自覚を求めた[85]。同年12月27日に2019年の仕事納めを迎えた際には「（かち上げは脇が開くので）そこを狙っていかなきゃ。白鵬に力を出させないように」と改めて対戦力士の実力や自覚の問題であるとの見解を示した[86]。

## 主な成績

### 通算成績
- 通算成績：560勝319敗107休 勝率.637
- 幕内成績：426勝228敗105休 勝率.651
- 横綱成績：155勝79敗105休 勝率.662
- 大関成績：140勝55敗 勝率.718
- 現役在位：81場所
- 幕内在位：51場所
- 横綱在位：23場所
- 大関在位：13場所
- 三役在位：10場所（関脇9場所、小結1場所）
- 連勝記録：19（1987年5月場所初日 - 1987年7月場所4日目）※大関時代に記録
- 連続6場所勝利：68勝（1986年11月場所 - 1987年9月場所）
- 連続6場所勝利（横綱昇進以降）：66勝（1988年3月場所 - 1989年1月場所、1988年7月場所 - 1989年5月場所）
- 通算幕内連続勝ち越し記録：21場所（1984年7月場所 - 1987年11月場所）
- 幕内連続二桁勝利記録：5場所（1985年5月場所 - 1986年1月場所）
- 幕内12勝以上連続勝利記録：3場所（1987年5月場所 - 1987年9月場所）

### 各段優勝
- 幕内最高優勝：2回（1987年5月場所=全勝、1988年3月場所）
  - 全勝1回
- 十両優勝：1回（1983年1月場所）

### 三賞・金星
- 三賞：7回
  - 殊勲賞：5回（1983年11月場所、1984年11月場所、1984年3月場所、1984年7月場所、1985年5月場所）
  - 敢闘賞：2回（1984年3月場所、1985年7月場所）
- 金星：4個（北の湖1個・千代の富士1個・隆の里2個）

### 場所別成績
| | 一月場所 初場所（東京） | 三月場所 春場所（大阪） | 五月場所 夏場所（東京） | 七月場所 名古屋場所（愛知） | 九月場所 秋場所（東京） | 十一月場所 九州場所（福岡） |
| --- | ----------------------- | ----------------------- | ----------------------- | --------------------------- | ----------------------- | --------------------------- |
| 1978年 （昭和53年） | x                       | （前相撲）              | 西序ノ口15枚目 4–3      | 西序二段86枚目 3–2–2        | 東序二段99枚目 5–2      | 東序二段49枚目 5–2          |
| 1979年 （昭和54年） | 西序二段19枚目 3–4      | 東序二段32枚目 5–2      | 東序二段3枚目 6–1       | 西三段目43枚目 3–4          | 東三段目53枚目 2–5      | 西三段目78枚目 5–2          |
| 1980年 （昭和55年） | 西三段目46枚目 5–2      | 西三段目12枚目 4–3      | 東三段目2枚目 2–5       | 東三段目29枚目 3–4          | 東三段目46枚目 4–3      | 西三段目25枚目 6–1          |
| 1981年 （昭和56年） | 西幕下49枚目 3–4        | 東三段目筆頭 4–3        | 西幕下48枚目 5–2        | 西幕下27枚目 4–3            | 西幕下20枚目 5–2        | 東幕下8枚目 5–2             |
| 1982年 （昭和57年） | 東幕下筆頭 4–3          | 東十両11枚目 5–10       | 西幕下6枚目 4–3         | 東幕下4枚目 4–3             | 西幕下筆頭 5–2          | 東十両11枚目 10–5           |
| 1983年 （昭和58年） | 西十両2枚目 優勝 11–4   | 西前頭9枚目 8–7         | 西前頭2枚目 6–9         | 東前頭5枚目 8–7             | 西小結 6–9              | 東前頭3枚目 10–5 殊★        |
| 1984年 （昭和59年） | 東関脇 9–6 殊           | 東関脇 10–5 殊敢        | 東関脇 6–9              | 東前頭筆頭 10–5 殊★         | 西関脇 10–5             | 東関脇 8–7                  |
| 1985年 （昭和60年） | 東関脇 9–6              | 西関脇 9–6              | 東関脇 10–5 殊          | 東関脇 12–3 敢              | 西大関 12–3             | 東大関 11–4                 |
| 1986年 （昭和61年） | 西大関 12–3             | 東大関 9–6              | 西張出大関 11–4         | 西大関 9–6                  | 西大関 8–7              | 東張出大関 10–5             |
| 1987年 （昭和62年） | 東大関 9–6              | 東張出大関 9–6          | 西大関 15–0             | 東大関 12–3                 | 東大関 13–2             | 西横綱 8–7                  |
| 1988年 （昭和63年） | 西張出横綱 5–5–5        | 東張出横綱 13–2         | 西横綱 11–4             | 東張出横綱 12–3             | 西横綱 8–7              | 西横綱 11–4                 |
| 1989年 （平成元年） | 西横綱 11–4             | 東張出横綱 12–3         | 西横綱 12–3             | 西横綱 1–4–10               | 東張出横綱 7–8          | 東張出横綱 休場 0–0–15      |
| 1990年 （平成2年） | 東張出横綱 8–7          | 東張出横綱 休場 0–0–15  | 東張出横綱 休場 0–0–15  | 東張出横綱 休場 0–0–15      | 西張出横綱 休場 0–0–15  | 西張出横綱 10–5             |
| 1991年 （平成3年） | 東張出横綱 10–5         | 東張出横綱 12–3         | 西横綱 休場 0–0–15      | 東張出横綱 引退 4–5–0       | x                       | x                           |
| 各欄の数字は、「勝ち-負け-休場」を示す。 優勝 引退 休場 十両 幕下 三賞：敢=敢闘賞、殊=殊勲賞、技=技能賞 その他：★=金星 番付階級：幕内 - 十両 - 幕下 - 三段目 - 序二段 - 序ノ口 幕内序列：横綱 - 大関 - 関脇 - 小結 - 前頭（「#数字」は各位内の序列） |                         |                         |                         |                             |                         |                             |

## 幕内対戦成績
| 力士名 | 勝数 | 負数 | 力士名     | 勝数   | 負数  | 力士名   | 勝数 | 負数 | 力士名   | 勝数  | 負数 |
| ------ | ---- | ---- | ---------- | ------ | ----- | -------- | ---- | ---- | -------- | ----- | ---- |
| 青葉城 | 2    | 2    | 安芸ノ島   | 7      | 3     | 曙       | 2    | 1    | 朝潮     | 19    | 13   |
| 旭富士 | 26   | 10   | 東洋       | 1      | 1     | 板井     | 8    | 8    | 恵那櫻   | 2     | 0    |
| 大潮   | 0    | 1    | 巨砲       | 14     | 7     | 大錦     | 3    | 0    | 大豊     | 4     | 1    |
| 魁輝   | 1    | 0    | 春日富士   | 2      | 0     | 北の湖   | 3    | 3    | 旭道山   | 1     | 0    |
| 霧島   | 6    | 8    | 起利錦     | 3      | 0     | 麒麟児   | 11   | 2    | 久島海   | 1     | 0    |
| 蔵間   | 4    | 2    | 高望山     | 8      | 1     | 琴稲妻   | 1    | 0    | 琴ヶ梅   | 12    | 9(1) |
| 琴風   | 8    | 3    | 琴錦       | 3      | 0     | 琴富士   | 1    | 1    | 小錦     | 13    | 16   |
| 斉須   | 1    | 0    | 逆鉾       | 24     | 10(1) | 佐田の海 | 8    | 3    | 薩洲洋   | 1     | 0    |
| 嗣子鵬 | 2    | 0    | 陣岳       | 8      | 2     | 太寿山   | 14   | 4    | 大翔山   | 1     | 1    |
| 大徹   | 2    | 1    | 貴闘力     | 1      | 2     | 隆の里   | 6(1) | 4    | 孝乃富士 | 5     | 0    |
| 貴花田 | 1    | 0    | 隆三杉     | 4      | 1     | 高見山   | 1    | 1    | 多賀竜   | 4     | 4    |
| 玉龍   | 6    | 1    | 千代の富士 | 9      | 23    | 寺尾     | 12   | 6    | 出羽の花 | 16(1) | 4    |
| 闘竜   | 7    | 1    | 栃司       | 6      | 3     | 栃剣     | 1    | 0    | 栃乃和歌 | 11    | 4    |
| 栃光   | 1    | 0    | 南海龍     | 2      | 0     | 飛騨乃花 | 1    | 1    | 富士櫻   | 1     | 0    |
| 藤ノ川 | 1    | 0    | 富士乃真   | 1      | 1(1)  | 双羽黒   | 9    | 8    | 鳳凰     | 1     | 3    |
| 北天佑 | 22   | 14   | 北勝海     | 20(1)* | 14    | 舛田山   | 2    | 2    | 益荒雄   | 5     | 1    |
| 三杉里 | 4    | 0    | 水戸泉     | 8      | 3     | 両国     | 12   | 0    | 若嶋津   | 13(1) | 10   |
| 若瀬川 | 2    | 3    | 若花田     | 1      | 0     | 鷲羽山   | 1    | 0    |          |       |      |

- 他に優勝決定戦で北勝海に1勝がある。

## 改名歴
- 青木 康（あおき やすし）1978年3月場所
- 大ノ国 康（おおのくに - ）1978年5月場所 - 1984年1月場所
- 大乃国 康（おおのくに - ）1984年3月場所 - 1991年7月場所

## 年寄変遷
- 大乃国 康（おおのくに やすし）1991年9月場所 - 1993年3月場所
- 芝田山 康（しばたやま - ）1993年5月場所 -

## 参考資料
- 第62代横綱 大乃国康光文社のインタビュー
- 『横綱』武田葉月（2013年5月）講談社

## 関連書籍
- 『負けるも勝ち 相撲とは-人生とは』（2008年3月）ISBN 4478003157
- 『第62代横綱大乃国の全国スイーツ巡業』（2006年9月）ISBN 4532165687
- 『第62代横綱大乃国の全国スイーツ巡業II』（2009年9月）ISBN 453216706X